# آفتاب‌سوخته (فیلم ۱۹۹۴)
آفتاب‌خستگان (روسی: Утомлённые солнцем، نویسه‌گردانی: Utomlyonnye solntsem) یا آفتاب‌سوخته (به انگلیسی: Burnt by the Sun) فیلمی به کارگردانی نیکیتا میخالکوف است که در سال ۱۹۹۴ منتشر شد. از بازیگران آن می‌توان به نیکیتا میخالکوف، سوتلانا والنتینوفنا کریوچکوفا و ویاچسلاو تیخونوف اشاره کرد. این فیلم برندهٔ جایزهٔ اسکار بهترین فیلم خارجی‌زبان ۱۹۹۴ شده‌است.

## بازیگران
- اولگ منشیکف – دیمیتری (میتیا)
- نیکیتا میخالکوف – سرگئی پتروویچ کوتوف
- اینگه‌بورگا داپکونایته – ماروسیا
- نادژدا میخالکووا – نادیا
- André Oumansky – فیلیپ
- ویاچسلاو تیخونوف – وسه‌والود
- Svetlana Kryuchkova – موخووا
- ولادیمیر ایلین – کیریک
- Alla Kazanskaya – لیدییا استپانووا
- Nina Arkhipova – یلنا میخائیلوونا
- Avangard Leontyev – راننده
- Inna Ulyanova – اولگا نیکلایونا
- Lyubov Rudneva – لوبا
- Vladimir Ryabov – افسرِ ان‌کاوه‌ده
- Vladimir Belousov – مأمور ان‌کاوه‌ده #۱